# 阳阿县
阳阿县，中国古县名。
西汉初，析高都置阳阿县，范围为今山西晋城市阳城县北至泽州县西北一带，故治在今晋城市阳城县阳陵村，属上党郡。

## 沿革
- 西汉，高祖七年（前249），汉武帝刘邦封卞欣于阳阿城置阳阿侯国。
- 东晋，太元中年（383年），置建兴郡，于阳阿县，郡徙治今山西晋城市郊北大阳镇。
- 北魏，永安二年（529年），属高都郡，隶建州。
- 北齐，天保七年（556年），阳阿并入高都县，仍属建州高都郡。